# Abrocoma bennettii
Abrocoma bennettii là một loài động vật có vú trong họ Abrocomidae, bộ Gặm nhấm. Loài này được Waterhouse mô tả năm 1837.